# Catocala diantha
Catocala diantha là một loài bướm đêm trong họ Erebidae.